# Tatjana Nawka
Tatjana Aleksandrowna Nawka, ros. Татьяна Александровна Навка (ur. 13 kwietnia 1975 w Dniepropetrowsku) – rosyjska łyżwiarka figurowa, startująca w parach tanecznych z Romanem Kostomarowem. Mistrzyni olimpijska z Turynu (2006), dwukrotna mistrzyni świata (2004, 2005), trzykrotna mistrzyni Europy (2004–2006), trzykrotna zwyciężczyni finału Grand Prix (2003–2005), trzykrotna mistrzyni Białorusi (1994, 1997, 1998) oraz trzykrotna mistrzyni Rosji (2003, 2004, 2006). Zakończyła karierę amatorską w 2006 roku.
W 2022 roku Nawka jako żona rzecznika prasowego Kremla i najbliższego współpracownika Władimira Putina, Dmitrija Pieskowa oficjalnie poparła zbrojny atak Rosji na Ukrainę i szerzyła rosyjską propagandę.

## Kariera
Początkowo jej partnerem był Samwieł Giezalan z którym reprezentowała Białoruś na Zimowych Igrzyskach Olimpijskich 1994 w Lillehammer, gdzie zajęli 11. miejsce. Podczas następnych Zimowych Igrzyskach Olimpijskich 1998 w Nagano jej partnerem był Nikołaj Morozow i uzyskali 16. lokatę.

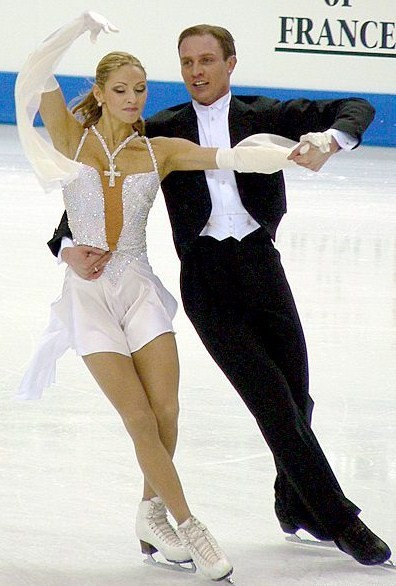
Mistrzostwa Europy 2005

W 1998 r. Tatjana rozpoczęła współpracę z Romanem Kostomarowem i reprezentowali oni Rosję na Zimowych Igrzyskach Olimpijskich 2002 w Salt Lake City, gdzie pokazali nowatorski program dowolny i uplasowali się na 10. miejscu. Największe sukcesy osiągali wspólnie w latach 2003–2006. W sumie para zdobyła trzykrotnie złoty medal Mistrzostw Europy (2004, 2005, 2006), dwukrotnie Mistrzostwo Świata (2004, 2005) oraz trzykrotnie zwyciężyli w finale Grand Prix (2003, 2004, 2005). Przez trzy sezony na 17 międzynarodowych zawodów w których brali udział, zwyciężyli 16 razy.
W 2006 r. Nawka i Kostomarow zostali mistrzami olimpijskimi podczas Zimowych Igrzysk Olimpijskich w Turynie. Ich jazdę cechował nowoczesny, ciekawy styl, odmienny od dotychczasowych tendencji, co na początku nie spotykało się z aprobatą panelu sędziowskiego, natomiast podobało się kibicom i miłośnikom łyżwiarstwa. Amerykańską parę Belbin/Agosto wyprzedzili o 4.58 pkt. Po igrzyskach olimpijskich zdecydowali się zakończyć karierę.
Po zmianie zasad w łyżwiarstwie figurowym w 2010 r. i zlikwidowaniu dotychczas rozgrywanych konkurencji tańca obowiązkowego i oryginalnego w parach tanecznych, rekordy świata w „starym systemie” zostały oficjalnymi, historycznymi rekordami dyscypliny. Nawka i Kostomarow są w związku z tym rekordzistami w trzech z czterech not (historyczny rekord w tańcu krótkim należy do Kanadyjczyków Virtue/Moir).

## Osiągnięcia

### Z Romanem Kostomarowem (Rosja)
| Zawody                        | 98–99          | 00–01          | 01–02          | 02–03          | 03–04          | 04–05          | 05–06          |                |                |                |                |                |                |                |                |                |                |
| Międzynarodowe                | Międzynarodowe | Międzynarodowe | Międzynarodowe | Międzynarodowe | Międzynarodowe | Międzynarodowe | Międzynarodowe | Międzynarodowe | Międzynarodowe | Międzynarodowe | Międzynarodowe | Międzynarodowe | Międzynarodowe | Międzynarodowe | Międzynarodowe | Międzynarodowe | Międzynarodowe |
| ----------------------------- | -------------- | -------------- | -------------- | -------------- | -------------- | -------------- | -------------- | -------------- | -------------- | -------------- | -------------- | -------------- | -------------- | -------------- | -------------- | -------------- | -------------- |
| Igrzyska olimpijskie          |                |                | 10             |                |                |                | 1              |                |                |                |                |                |                |                |                |                |                |
| Mistrzostwa świata            | 12             | 12             | 8              | 4              | 1              | 1              |                |                |                |                |                |                |                |                |                |                |                |
| Mistrzostwa Europy            | 11             | 9              | 7              | 3              | 1              | 1              | 1              |                |                |                |                |                |                |                |                |                |                |
| GP Finał Grand Prix           |                |                |                | 2              | 1              | 1              | 1              |                |                |                |                |                |                |                |                |                |                |
| GP Cup of China               |                |                |                |                | 1              |                | 1              |                |                |                |                |                |                |                |                |                |                |
| GP NHK Trophy                 | 5              | 6              |                |                |                | 2              |                |                |                |                |                |                |                |                |                |                |                |
| GP Cup of Russia              | 3              | 4              | 4              | 2              | 1              | 1              | 1              |                |                |                |                |                |                |                |                |                |                |
| GP Skate America              |                |                | 4              | 2              |                |                |                |                |                |                |                |                |                |                |                |                |                |
| GP Skate Canada International |                |                |                |                | 1              |                |                |                |                |                |                |                |                |                |                |                |                |
| GP Trophée Eric Bompard       |                |                |                |                |                | 1              |                |                |                |                |                |                |                |                |                |                |                |
| Igrzyska Dobrej Woli          |                |                | 3              |                |                |                |                |                |                |                |                |                |                |                |                |                |                |
| Krajowe                       |                |                |                |                |                |                |                |                |                |                |                |                |                |                |                |                |                |
| Mistrzostwa Rosji             | 3              | 2              | 2              | 1              | 1              |                | 1              |                |                |                |                |                |                |                |                |                |                |

### Z Nikołajem Morozowem (Białoruś)
| Zawody                  | 96–97          | 97–98          |                |                |                |                |                |                |                |                |                |                |                |                |                |                |                |
| Międzynarodowe          | Międzynarodowe | Międzynarodowe | Międzynarodowe | Międzynarodowe | Międzynarodowe | Międzynarodowe | Międzynarodowe | Międzynarodowe | Międzynarodowe | Międzynarodowe | Międzynarodowe | Międzynarodowe | Międzynarodowe | Międzynarodowe | Międzynarodowe | Międzynarodowe | Międzynarodowe |
| ----------------------- | -------------- | -------------- | -------------- | -------------- | -------------- | -------------- | -------------- | -------------- | -------------- | -------------- | -------------- | -------------- | -------------- | -------------- | -------------- | -------------- | -------------- |
| Igrzyska olimpijskie    |                | 16             |                |                |                |                |                |                |                |                |                |                |                |                |                |                |                |
| Mistrzostwa świata      | 14             | 10             |                |                |                |                |                |                |                |                |                |                |                |                |                |                |                |
| Mistrzostwa Europy      | 12             | 10             |                |                |                |                |                |                |                |                |                |                |                |                |                |                |                |
| GP Cup of Russia        | 6              | 3              |                |                |                |                |                |                |                |                |                |                |                |                |                |                |                |
| GP Nations Cup          |                | 4              |                |                |                |                |                |                |                |                |                |                |                |                |                |                |                |
| Memoriał Karla Schäfera |                | 1              |                |                |                |                |                |                |                |                |                |                |                |                |                |                |                |
| Krajowe                 |                |                |                |                |                |                |                |                |                |                |                |                |                |                |                |                |                |
| Mistrzostwa Białorusi   | 1              | 1              |                |                |                |                |                |                |                |                |                |                |                |                |                |                |                |

### Z Samwiełem Giezalanem (ZSRR, Białoruś)
|                            | ZSRR  | Białoruś | Białoruś | Białoruś |
| Zawody                     | 91–92 | 92–93    | 93–94    | 94–95    |
| Międzynarodowe             |       |          |          |          |
| Igrzyska olimpijskie       |       |          | 11       |          |
| Mistrzostwa świata         |       | 9        | 5        | 7        |
| Mistrzostwa Europy         |       | 9        | 10       | 4        |
| NHK Trophy                 |       | 7        | 4        | 2        |
| Skate America              | 1     |          |          |          |
| Skate Canada International |       |          | 2        |          |
| Nations Cup                | 1     |          |          |          |
| Krajowe                    |       |          |          |          |
| Mistrzostwa Białorusi      |       |          | 1        |          |

## Odznaczenia
- Order Przyjaźni[9]

## Życie prywatne
W 2000 roku Nawka poślubiła starszego o 12 lat trenera, mistrza świata z 1993 roku Aleksandra Żulina, z którym ma córkę Aleksandrę urodzoną w maju 2000. Para rozwiodła się w październiku 2010, jednak już od 2007 żyli w separacji. W sierpniu 2014 roku Tatjana Nawka urodziła córkę Nadieżdę. 1 sierpnia 2015 wyszła za Dmitrija Pieskowa, rzecznika prasowego prezydenta Rosji Władimira Putina.